# Aulacoserica crampelensis
Aulacoserica crampelensis är en skalbaggsart som beskrevs av Moser 1918. Aulacoserica crampelensis ingår i släktet Aulacoserica och familjen Melolonthidae. Inga underarter finns listade.